# Ο
Ómicron (português europeu) ou Ômicron (português brasileiro), ou Ómicro (português europeu) ou Ômicro (português brasileiro), (Ο ou ο; grego:  όμικρον, transl.: ómikron) é a décima quinta letra do alfabeto grego e tem um valor numérico de 70.
Não é usado em funções matemáticas pela sua semelhança com o "o" no seu formato minúsculo e com o "O" e o "0"(zero) no formato maiúsculo.

## Classificação
- Alfabeto = Alfabeto grego
- Fonética = /O/ ou /O breve/ ou /ó/, Letra O, Acentuação de Letra Ŏ ou Ó
- Dígrafos = οι /I/; οϊ />ói/; ου /U/